# كاربونيا
كاربونيا، (بالإنجليزية: Carbonia)‏، هي بلدية في مقاطعة جنوب سردينيا، سردينيا، إيطاليا، إلى جانب إغليسياس، كانت عاصمة مشتركة لمقاطعة كاربونيا-إغليسياس السابقة، تقع في الجنوب الغربي من الجزيرة، في حوالي ساعة بالسيارة أو القطار من العاصمة الإقليمية، كالياري.

## السكان
في سنة 1861 بلغ عدد السكان 1٬798 نسمة، وتطور العدد ليصل في سنة 2011 لـ 28٬882 نسمة.
يظهر هذا المخطط البياني تطور النمو السكاني لـ كاربونيا

## توأمة
لكاربونيا اتفاقيات توأمة مع كل من:
- أوبرهاوزن
- Behren-lès-Forbach [الإنجليزية]‏
- لابين
- Raša, Istria County [الإنجليزية]‏

## أعلام
- سيموني اريستو